# 즈비그니에프 치불스키

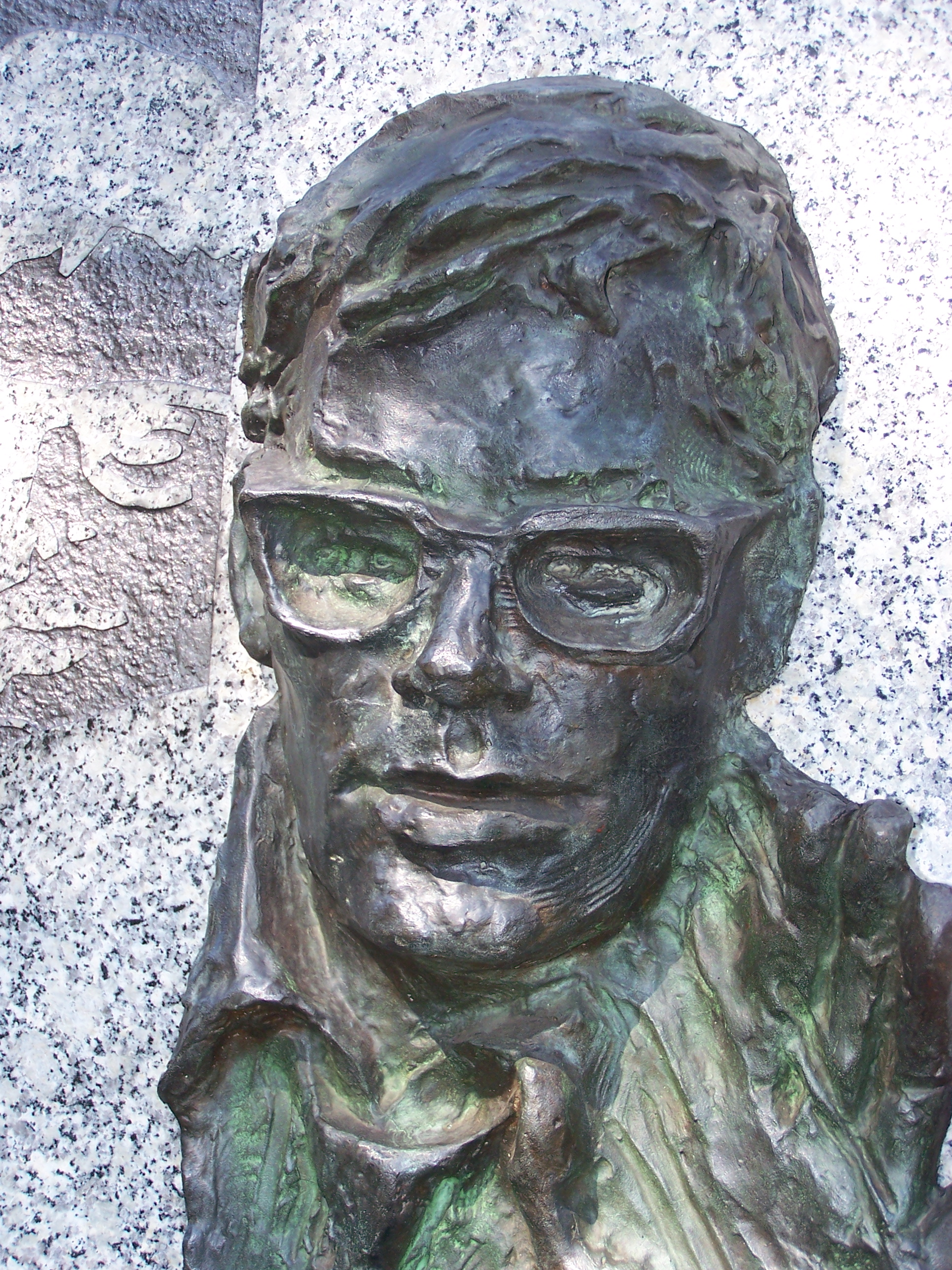

즈비그니에프 치불스키(폴란드어: Zbigniew Cybulski, 1927년 11월 3일 ~ 1967년 1월 8일)는 폴란드의 배우이다.
브로츠와프에서 사망하였다. 사인은 열차 사고이다.  카토비체에 매장되었다.

## 영화
- 《재와 다이아몬드》 (1958년)
- 《야간열차》 (1959년)

- 사라고사 매뉴스크립트 (1965년)
- To Love (1964년)
- 하우 투 비 러브드 (1963년)
- 20살의 사랑 (1962년)
- 순진한 마법사 (1960년)